# Kriegerstele von Castrelo do Val
Die Kriegerstele von Castrelo do Val (galicisch Estela do Guerreiro de Castrelo do Val oder del Valle – lokal fälschlich auch als Statuenmenhir von Pedra Alta bekannt) wurde 1970 in Castrelo do Val (auch Valle) nahe der Grenze zu Portugal, in der Provinz Ourense (spanisch Orense) in Galicien in Spanien gefunden.
Der einzigartige bronzezeitliche (3200–2900 v. Chr.) Granitmenhir stellt Ausstattungsgegenstände einer Person dar, die als Gürtel, Schild, Schwert und Speer beschrieben werden. Erkennbar ist ein Wagen, der von einem Tier gezogen wird. Dies ist die älteste Wagendarstellung in Galicien. Die Stele hat nichts gemein mit den Lusitanischen Kriegerstatuen.
Ähnliche Stelen sind die Stele von Carmona, die von Telhado und die von Zebros.
1972 wurde die wesentlich jüngere mit Südwest-Schrift und einem Bild versehene rechteckige Estela da Abóbada in Gomes Aires, bei Almodôvar im Südportugal gefunden, die vom Gattungsnamen her ebenfalls „Estela do Guerreiro“ genannt wird.